# Biathlon de chars de combat
 (novembre 2017).
Si vous disposez d'ouvrages ou d'articles de référence ou si vous connaissez des sites web de qualité traitant du thème abordé ici, merci de compléter l'article en donnant les références utiles à sa vérifiabilité et en les liant à la section « Notes et références ».

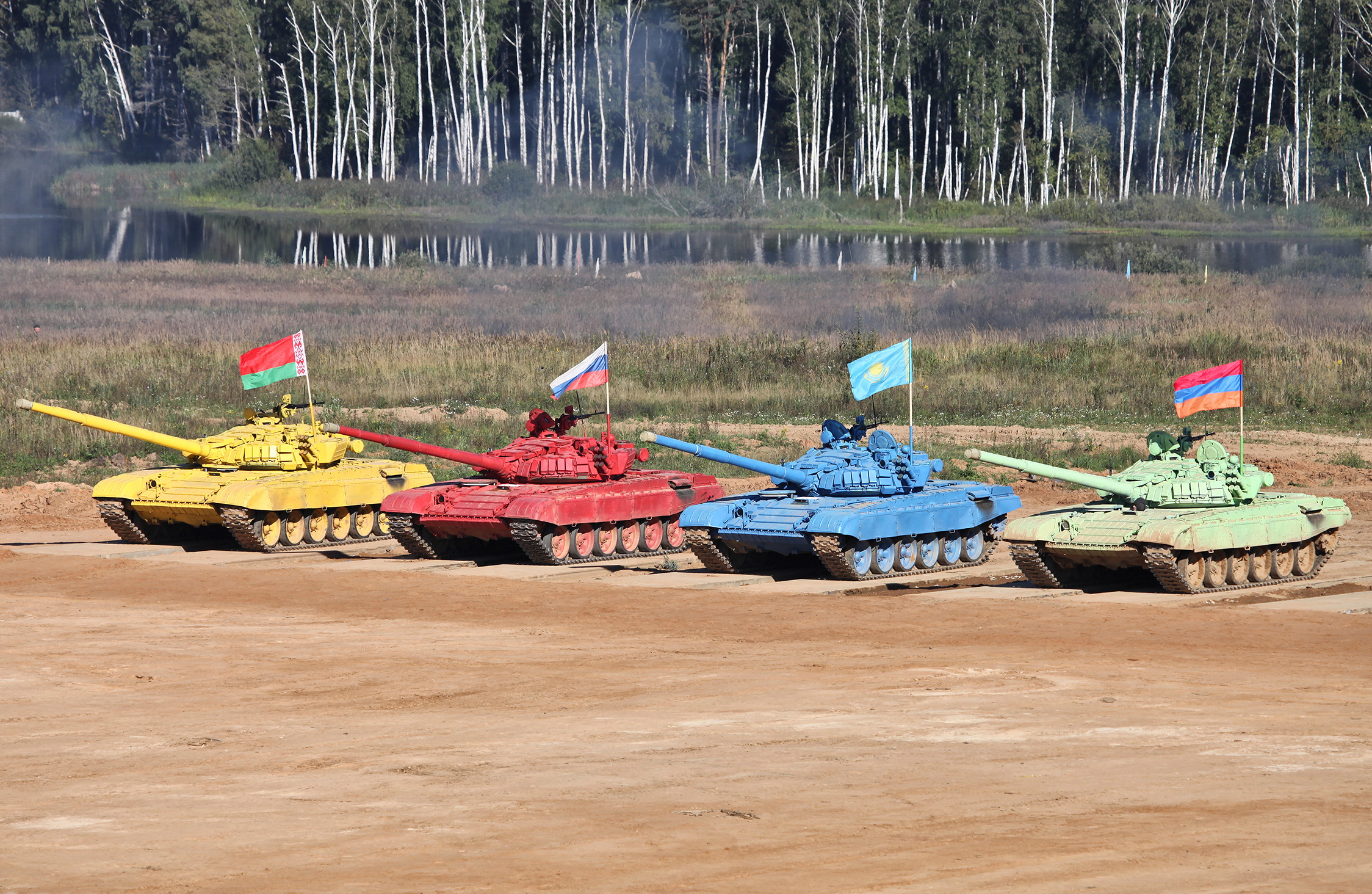
Quatre T-72B des participants de l'édition 2013.

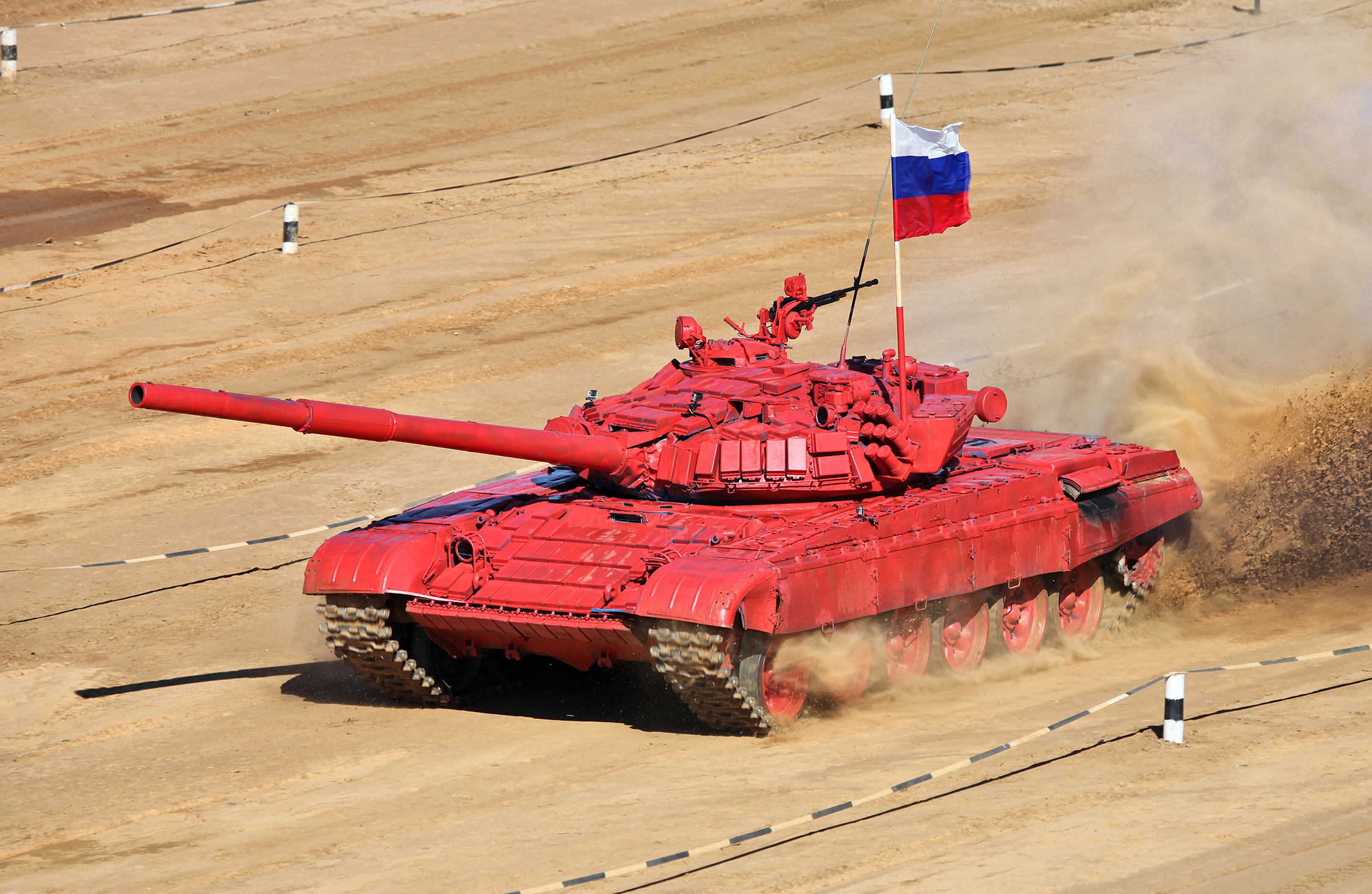
T-72B russe, 2013.

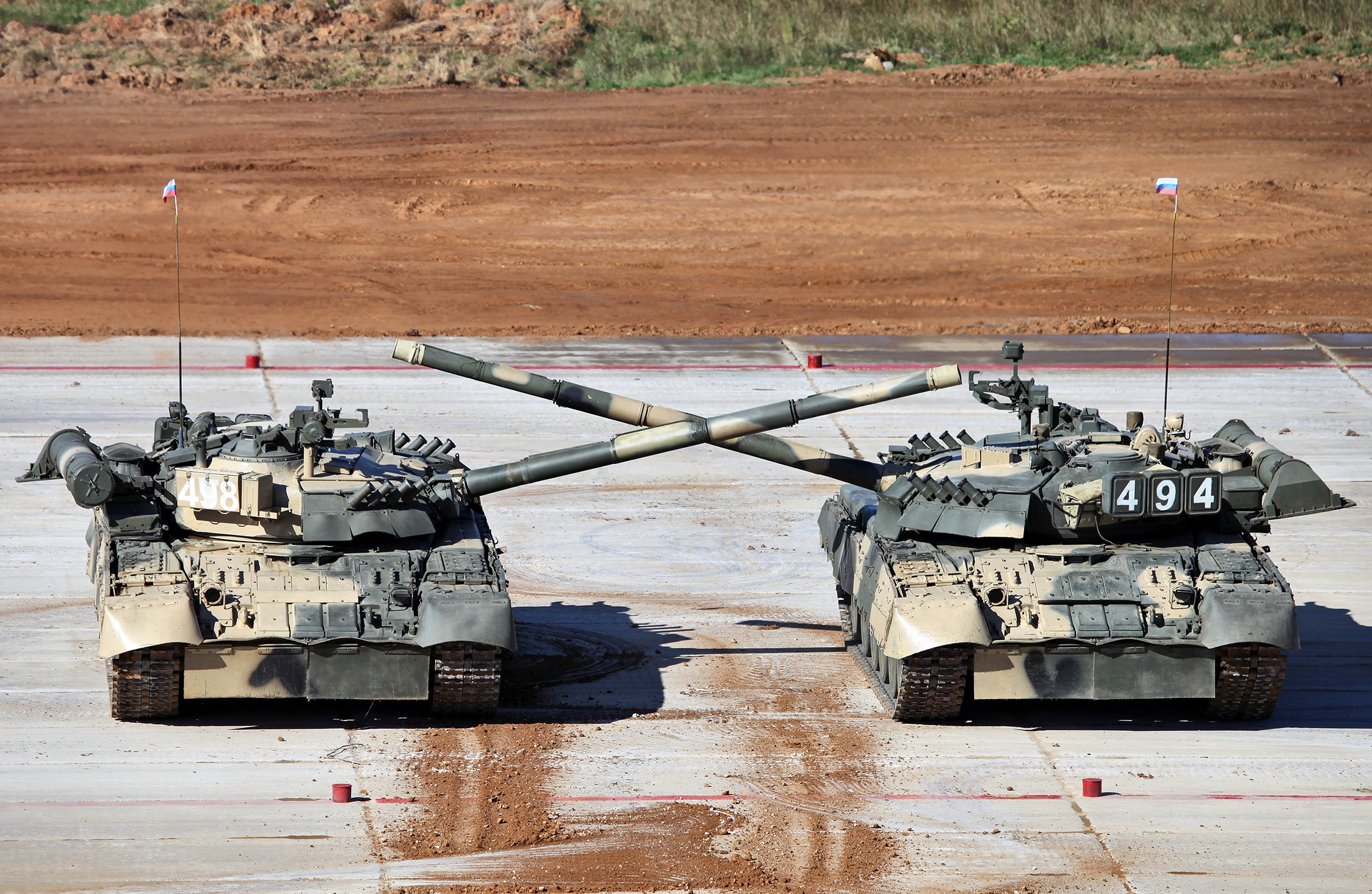
T-80U effectuant une valse, 2013.

Le biathlon de chars de combat (en russe Танковый биатлон, Tankovy biatlon) est une compétition militaire créée par les Forces armées de la fédération de Russie en 2013. C'est une des épreuves des jeux militaires internationaux.
Seuls les pays alliés ou proches de la Russie participent aux Jeux militaires internationaux. Pour les pays membres de l'OTAN, l'équivalent sont le Canadian Army Trophy (de 1961 à 1991), puis le Can-Am Cup (depuis 1997, en Amérique du Nord) et enfin le Strong Europe Tank Challenge (depuis avril 2016, à Grafenwöhr en Bavière).

## Description

Une des cibles de tir utilisées dans le biathlon de chars (dimensions en centimètres)

Les meilleurs équipages de chars de combat de différents pays se mesurent sur quatre épreuves mêlant vitesse et tirs de précision (au canon et à la mitrailleuse), comme au biathlon :
- une épreuve de course individuelle, sur un circuit imposé et parsemé d'obstacles ;
- une épreuve de sprint ;
- une épreuve de poursuite ;
- une épreuve de vitesse et de manœuvrabilité.

Les chars participants effectuent trois tours de six à dix kilomètres. Lors du premier tour, les équipages tirent sur des cibles placées à des distances de 1 800, 1 700 et 1 500 m. Lors du deuxième tour, des cibles différentes reproduisent une unité équipée de lance-roquettes antichars (RPG) et une unité d'infanterie, situées à une distance de 600 à 700 m et devant être engagées avec une mitrailleuse coaxiale de 7,62 mm. Au troisième tour, les équipages de chars tirent sur une cible en forme de canon antichar et d'unité de missile antichar en utilisant la mitrailleuse lourde montée sur tourelle à une distance de 1 200 m. Un ou plusieurs échecs entraînent un tour de pénalité supplémentaire de 500 m. Dans le dernier tour, les chars doivent passer par divers obstacles de terrain ; un obstacle manqué ou mal traversé ajoute dix secondes au temps final de l'équipage.

## Historique
En URSS, dans les années 1970, une épreuve similaire a lieu dans la région de Krasnodar, mais elle ne concerne que les républiques de l'Union. Le Tankovi biathlon est une épreuve internationale qui depuis 2013 a lieu chaque année au mois d'août à Alabino.

### Compétition internationale, 2013

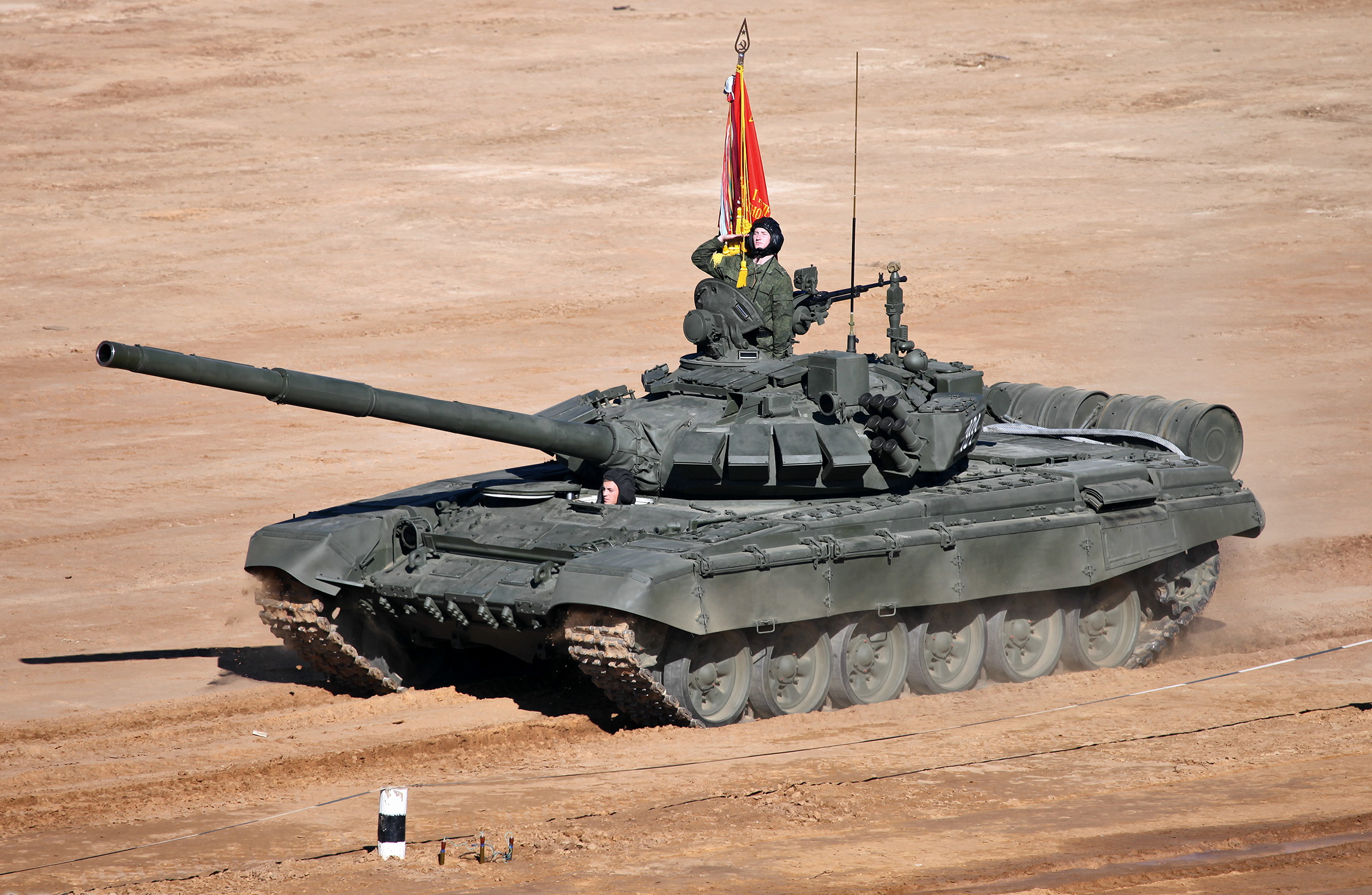
Un lors du tankovi biathlon de 2013

La première compétition internationale de biathlon de chars a lieu du 12 au 17 août 2013 à Alabino, dans l'oblast de Moscou. Quatre équipes toutes dotées de T-72B3 (ru) prennent part à la compétition : la Russie, l'Arménie, la Biélorussie et le Kazakhstan.
| Place | Équipe      | 1er tour | 1er tour | 2e tour | 2e tour | 3e tour | 3e tour | Temps total |
| Place | Équipe      | C        | P        | C       | P       | C       | P       | Temps total |
| ----- | ----------- | -------- | -------- | ------- | ------- | ------- | ------- | ----------- |
| 1     | Russie      | 1        | 0        | 0       | 0       | 2       | 0       | 23 min 44 s |
| 2     | Kazakhstan  | 0        | 1        | 1       | 0       | 1       | 2       | 24 min 36 s |
| 3     | Biélorussie | 0        | 0        | 1       | 0       | 2       | 1       | 25 min 25 s |
| 4     | Arménie     | 0        | 1        | 1       | 0       | 1       | 2       | 29 min 48 s |

C : Coups au but - P : Pénalités

### 1erchampionnat du monde de biathlon de chars, 2014

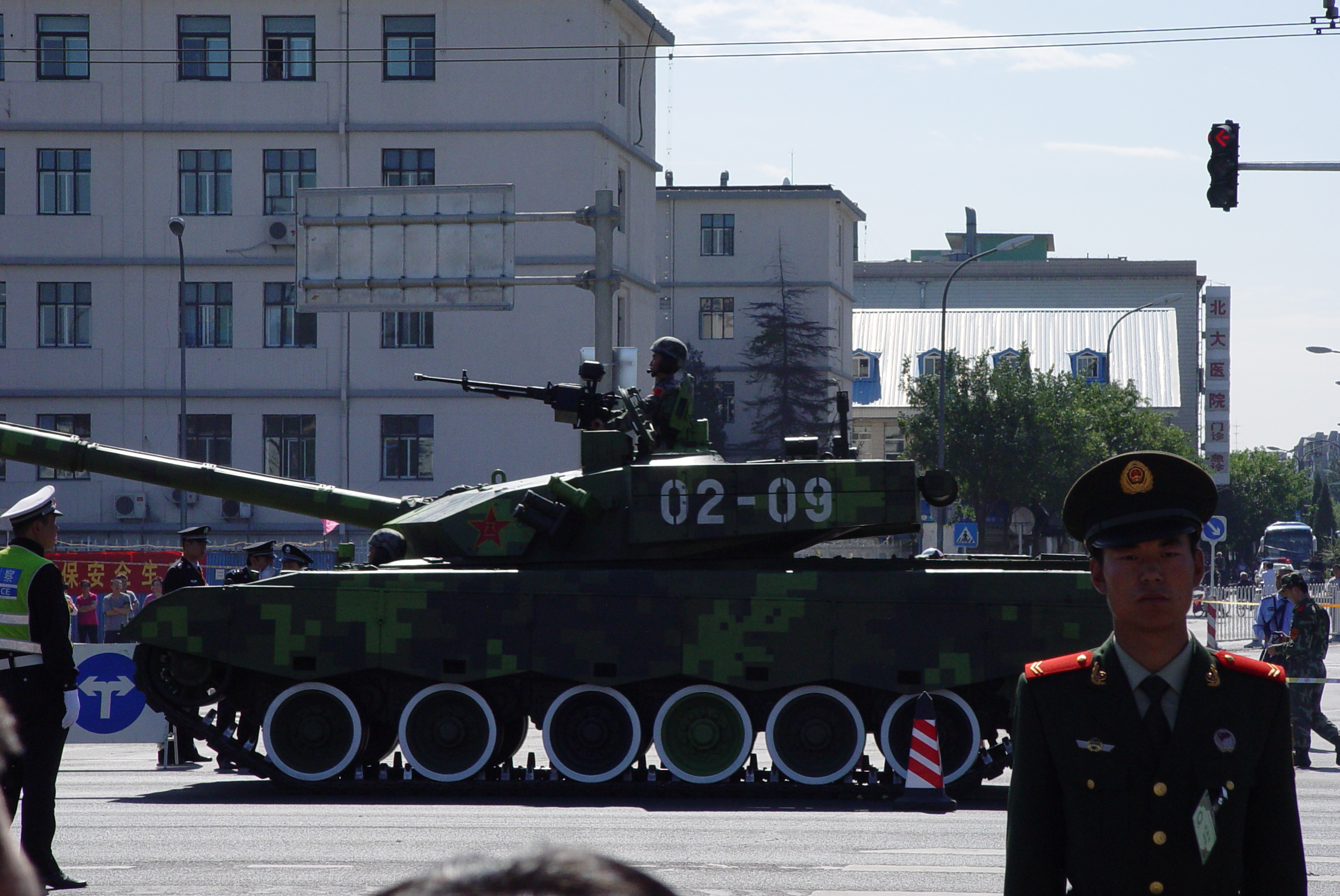
Un Type 96A chinois.

Pour la seconde édition, qui constitue le 1er championnat du monde de biathlon de chars, en 2014, l'épreuve est ouverte aux nations occidentales. Quarante et une nations s'inscrivent, dont les États-Unis, derniers de la compétition, l'Allemagne, l'Italie et la France. En raison de la situation en Ukraine, de l'annexion de la Crimée et de la guerre du Donbass, de nombreux désistements ont lieu.
La deuxième compétition a finalement lieu du 4 au 6 août 2014 avec douze participants sur les quarante et un pays invités. Des sélections pour l'événement ont lieu dans plusieurs districts militaires de la Russie. Chaque district envoie ses meilleurs équipages pour la coupe de Russie, les trois finalistes de cette compétition forment l'équipe nationale russe pour le championnat du monde, équipe qui remporte le tournoi.
Les nations participantes organisent également des sélections en envoyant trois équipages de haut niveau et un équipage de réserve accompagné de personnel d'entretien et de réparation en Russie.
Le tirage au sort attribue les couleurs suivantes aux équipes:
| Couleur | Équipe       |
| ------- | ------------ |
| 1       | Russie       |
| 2       | Mongolie     |
| 3       | Venezuela    |
| 4       | Kazakhstan   |
| 5       | Biélorussie  |
| 6       | Arménie      |
| 7       | Chine        |
| 8       | Serbie       |
| 9       | Kirghizistan |
| 10      | Inde         |
| 11      | Angola       |
| 12      | Koweït       |

Les premières épreuves du tournoi comprennent :
- une course individuelle ;
- un sprint ;
- une course de poursuite ;
- une épreuve athlétique.

#### Épreuve finale
L'épreuve finale est une course de relais, les quatre meilleures équipes effectuent les relais chacun leur tour :
| Temps total | Équipe     |
| ----------- | ---------- |
| 75 min 14 s | Russie     |
| 80 min 3 s  | Arménie    |
| 90 min 56 s | Chine      |
| 94 min 11 s | Kazakhstan |

### 2echampionnat du monde de biathlon de chars, 2015

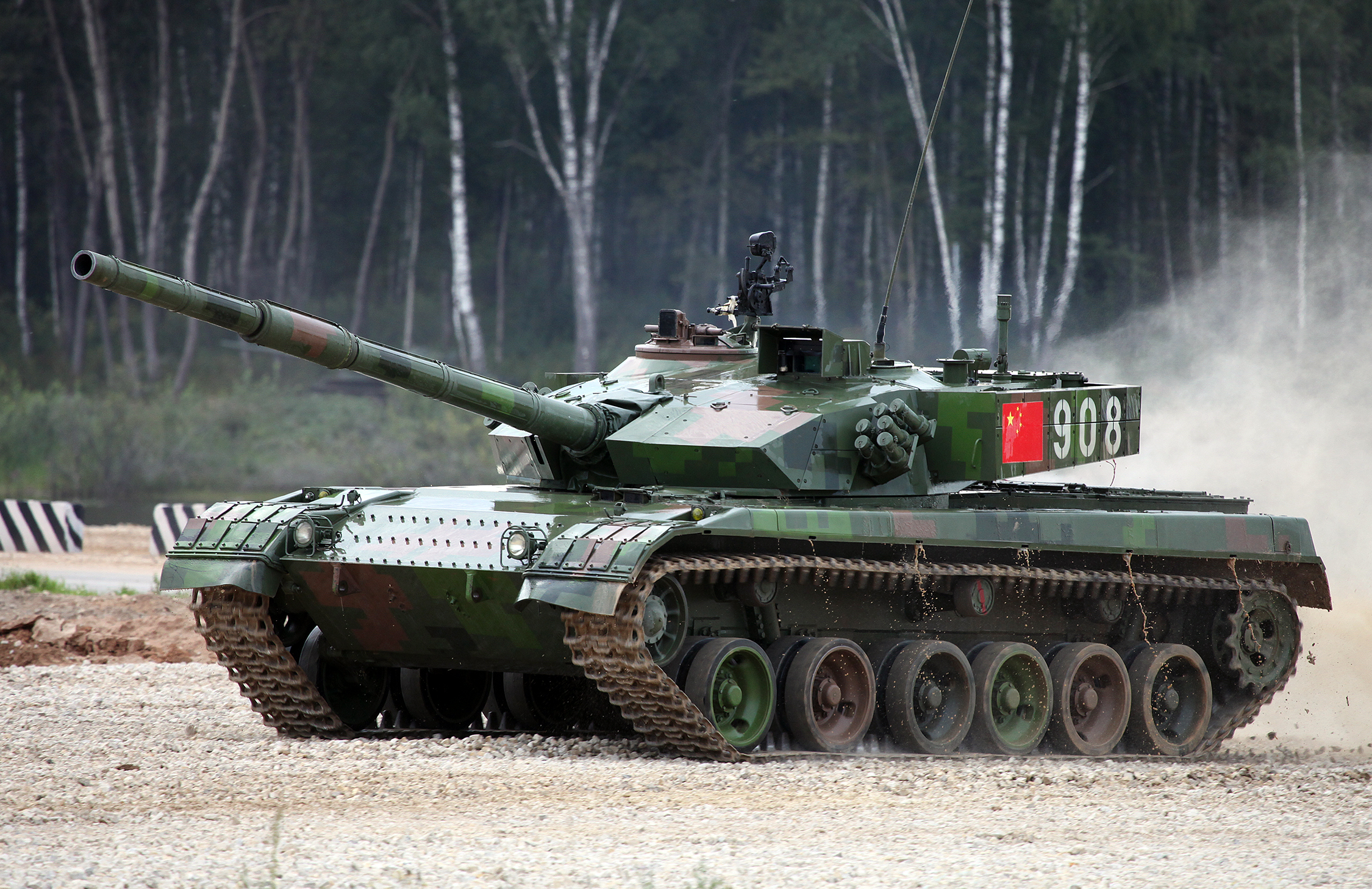
Un Type 96A chinois durant l'édition 2015.

Dix-sept pays participent à la troisième édition du biathlon de chars, toujours à Alabino. Toutefois, cette édition est endeuillée par l'accident d'un hélicoptère Mil Mi-28 lors du spectacle inaugural.
Cette année, le biathlon de chars se tient lors des Jeux internationaux des armées qui comprennent des compétitions similaires pour tous les corps d'armées, de l'artillerie (Masters of Fire) à l'armée de l'air (Aviadarts) en passant par les cuisines de campagne.
Participant des deux éditions précédentes, l'équipe de Biélorussie décide de participer aux Jeux internationaux des armées « uniquement dans les disciplines où nous sommes absolument prêts » et ne postule pas pour le biathlon de chars (après avoir terminé seulement 5e l'année précédente).
Les équipes nationales du Nicaragua et du Tadjikistan se joignent à la compétition pour la première fois.
Toutes les équipes pilotent des chars T-72B3 mis à niveau, à l'exception de l'équipe chinoise qui continue à utiliser son propre type 96A.
Liste des participants :
| Couleur | Équipe       |
| ------- | ------------ |
| 1       | Russie       |
| 2       | Venezuela    |
| 3       | Arménie      |
| 4       | Kirghizistan |
| 5       | Nicaragua    |
| 6       | Angola       |
| 7       | Chine        |
| 8       | Tadjikistan  |
| 9       | Mongolie     |
| 10      | Kazakhstan   |
| 11      | Inde         |
| 12      | Serbie       |
| 13      | Koweït       |

#### Demi-finales
| Temps total  | Équipe       |
| ------------ | ------------ |
| 73 min 30 s  | Russie       |
| 77 min 32 s  | Chine        |
| 78 min 18 s  | Kazakhstan   |
| 83 min 23 s  | Serbie       |
| 94 min 12 s  | Inde         |
| 97 min 06 s  | Kirghizistan |
| 120 min 04 s | Tadjikistan  |
| DSQ          | Arménie      |

DSQ : Disqualifié

#### Finale
| Temps total | Équipe     |
| ----------- | ---------- |
| 72 min 09 s | Russie     |
| 79 min 21 s | Chine      |
| 84 min 56 s | Serbie     |
| 86 min 16 s | Kazakhstan |

Résultats

### 3echampionnat du monde de biathlon de chars, 2016

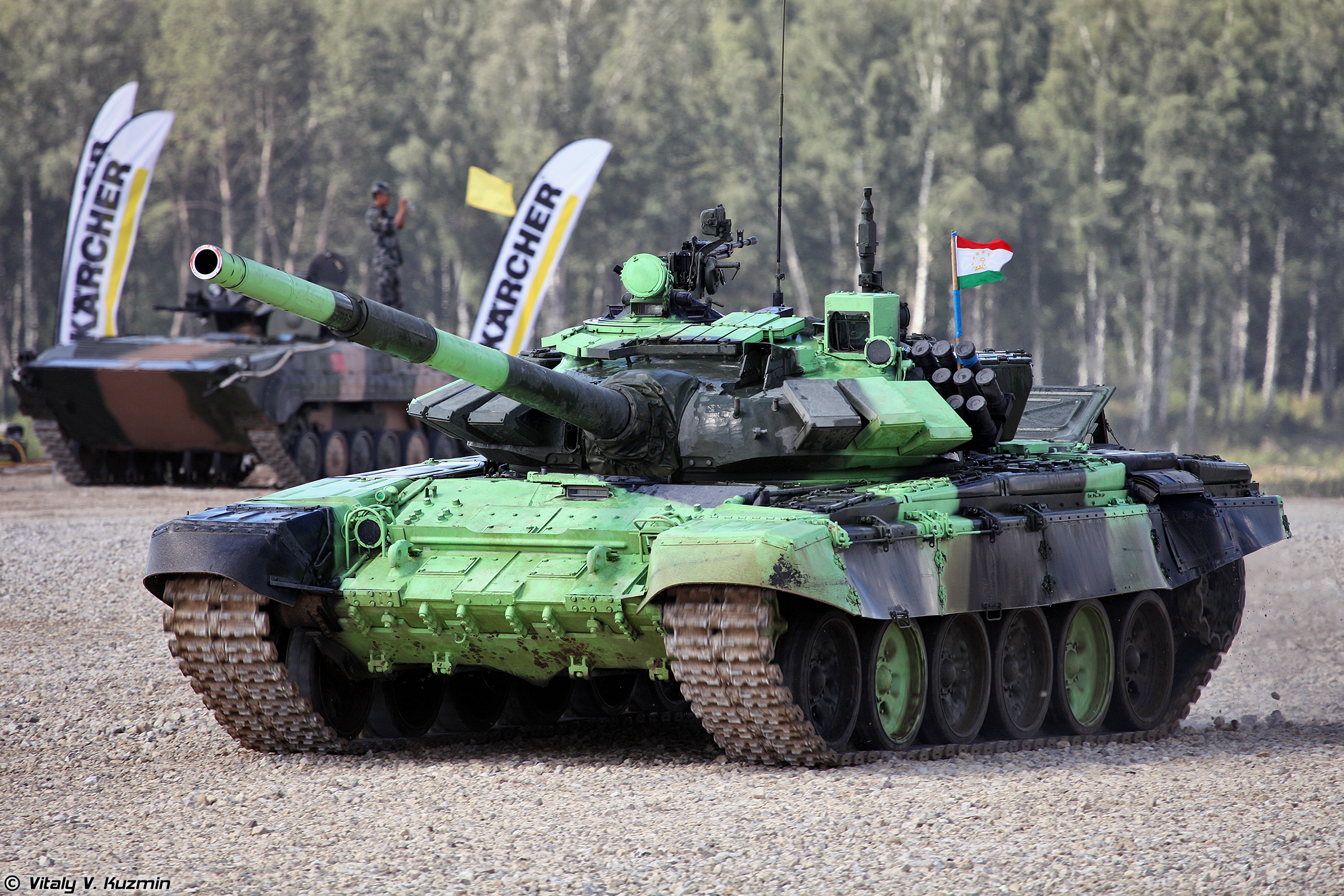
Un T-72B3 de l’équipe du Tadjikistan.

La troisième compétition internationale a lieu à Alabino dans le cadre des 2e Jeux internationaux des armées du 30 juillet au 13 août.
| Place | Équipe       |
| ----- | ------------ |
| 1     | Russie       |
| 2     | Chine        |
| 3     | Kazakhstan   |
| 4     | Biélorussie  |
| 5     | Serbie       |
| 6     | Inde         |
| 7     | Azerbaïdjan  |
| 8     | Mongolie     |
| 9     | Arménie      |
| 10    | Kirghizistan |
| 11    | Angola       |
| 12    | Iran         |

### 4echampionnat du monde de biathlon de chars, 2017

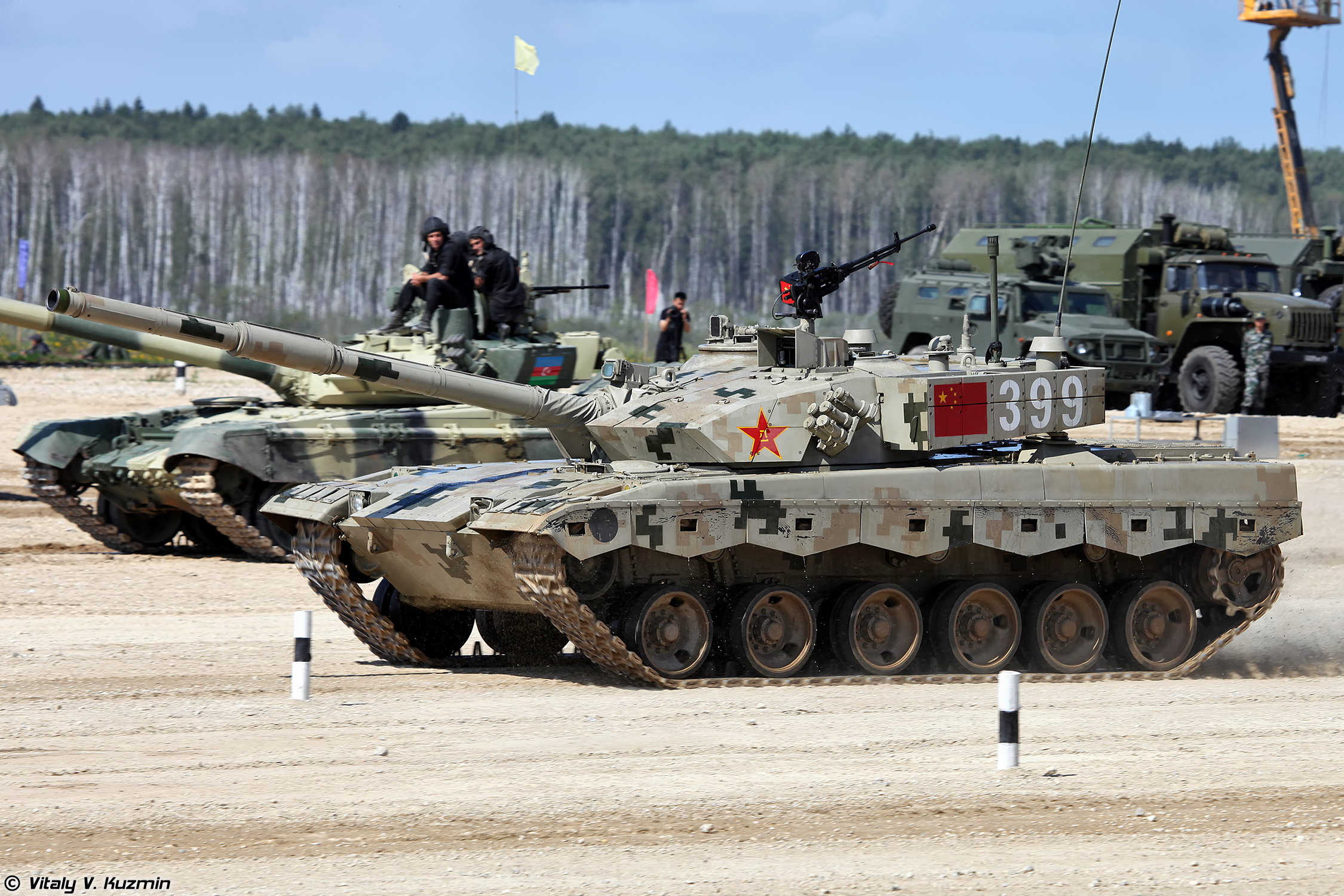
Un type 96B en camouflage pixel devant un T-72 de l'équipe d'Azerbaïdjan en 2017.

La quatrième édition a lieu également à Alabino, dans l'oblast de Moscou. La plupart des pays utilisent le même type de char que l'année précédente, soit le T-72B3 et le Type-96B pour la Chine, à l'exception de l'Inde qui utilise le T-90 Bhishma. La télévision de New Delhi rapporte que l'armée indienne s'est sentie désavantagée en utilisant des chars T-72B3 fournis par la Russie en 2016 et est désireuse d'aligner ses meilleurs chars et meilleurs équipages en 2017. Cependant, en raison du mauvais fonctionnement de ses deux chars T-90, l'équipe indienne ne parvient pas à terminer la course et est disqualifiée avant la demi-finale,.
Après sept jours de compétitions, l'équipe russe remporte onze médailles d'or, cinq d'argent et quatre de bronze et termine 1re du classement général, l'équipe chinoise obtient quant à elle la deuxième place avec sept médailles d'or, deux d'argent et deux de bronze.
Le sergent Alexeï Bakoulev, commandant l'équipe russe victorieuse en 2017, est tué au combat en Ukraine en juin 2022, en tentant de couvrir la retraite de plusieurs soldats de la 37e brigade de fusiliers motorisés de la Garde.
| Place | Équipe       |
| ----- | ------------ |
| 1     | Russie       |
| 2     | Chine        |
| 3     | Kazakhstan   |
| 4     | Biélorussie  |
| 5     | Iran         |
| 6     | Égypte       |
| 7     | Ouzbékistan  |
| 8     | Venezuela    |
| 9     | Kirghizistan |
| 10    | Mongolie     |
| 11    | Angola       |
| 12    | Inde         |

### 6echampionnat du monde de biathlon de chars, 2019
La sixième édition a lieu une nouvelle fois sur le terrain d'entraînement d'Alabino. Elle réunit des équipes provenant de 23 pays, notamment Cuba, le Soudan ou l'Ouzbékistan qui participent pour la première fois. Pour rendre la compétition plus équilibrée, les équipes sont réparties entre deux divisions selon les résultats obtenus en 2018. Un gagnant est ensuite désigné dans chaque division.
Participants :
| Division | Équipe       |
| -------- | ------------ |
| 1        | Russie       |
| 1        | Chine        |
| 1        | Biélorussie  |
| 1        | Kazakhstan   |
| 1        | Azerbaïdjan  |
| 1        | Mongolie     |
| 1        | Venezuela    |
| 1        | Iran         |
| 1        | Arménie      |
| 1        | Kirghizistan |
| 1        | Serbie       |
| 1        | Syrie        |
| 2        | Tadjikistan  |
| 2        | Koweït       |
| 2        | Birmanie     |
| 2        | Viêt Nam     |
| 2        | Laos         |
| 2        | Angola       |
| 2        | Zimbabwe     |
| 2        | Ouganda      |
| 2        | Cuba         |
| 2        | Ouzbékistan  |
| 2        | Soudan       |